# Paul Clemens von Baumgarten

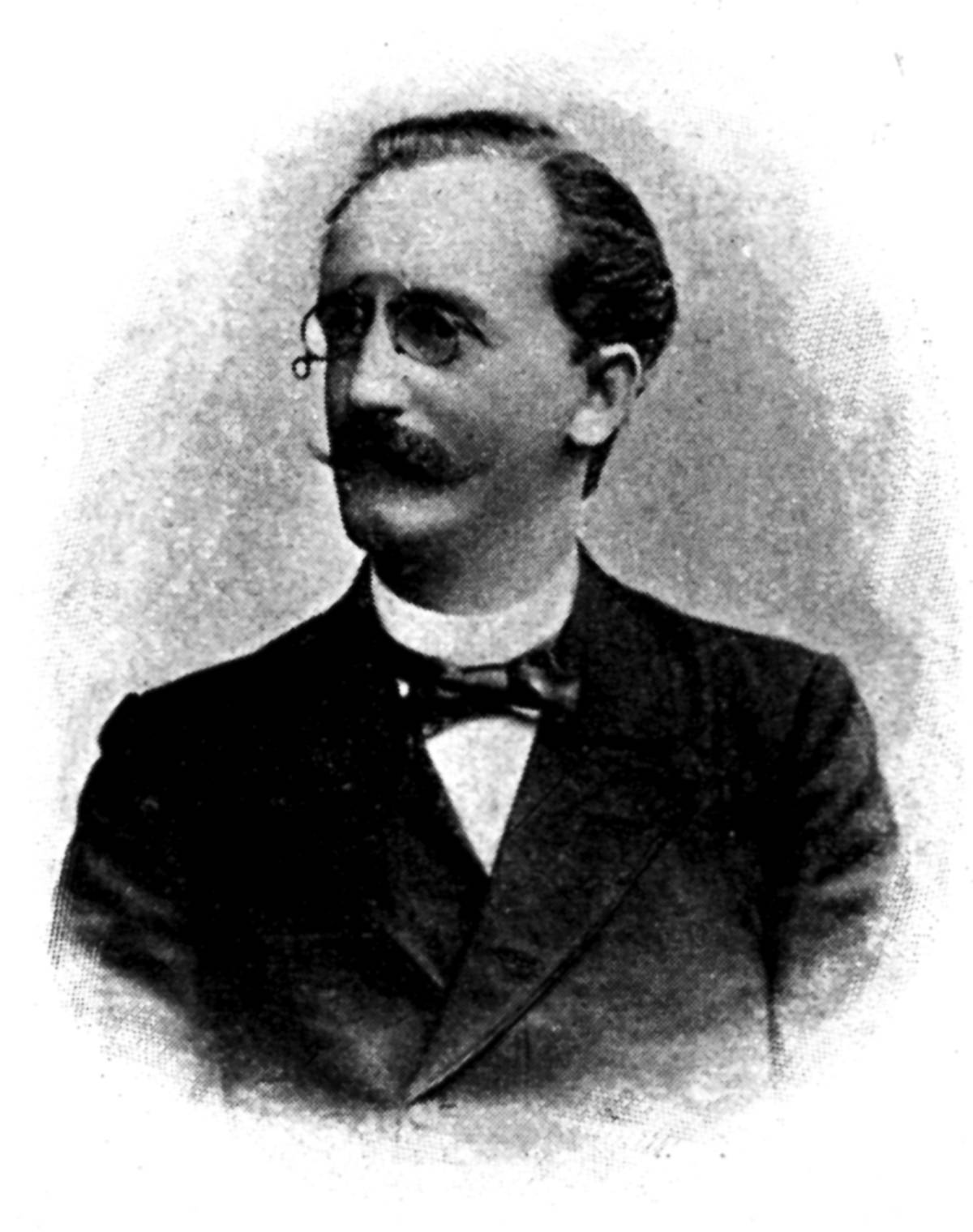
Paul Clemens von Baumgarten

Paul Clemens Baumgarten, ab 1895 von Baumgarten, (* 28. August 1848 in Dresden; † 10. Juli 1928 in Tübingen) war ein deutscher Pathologe.

## Leben
Paul Baumgarten war der Sohn von Friedrich Oswald Baumgarten (1813–1849), Leibarzt des sächsischen Königs  Friedrich August II., und Emmy Zocher, Hofdame am sächsischen Hof. Sein älterer Bruder war der Chemiker Alfred Baumgarten.
Baumgarten studierte bei Christian Wilhelm Braune und Ernst Leberecht Wagner in Leipzig und wurde dort am 22. August 1873 promoviert. Anschließend war er Assistent bei Wilhelm His und Christian Wilhelm Braune am Anatomischen Institut der Universität Leipzig.
Von 1874 bis 1889 war er Prosektor am pathologisch-anatomischen Institut der Universität Königsberg bei Ernst Neumann. Ab 1877 war er Privatdozent für pathologische Anatomie und wurde 1881 zum außerordentlichen Professor in Königsberg ernannt. Im Jahr 1888 wurde er zum Mitglied der Leopoldina gewählt.
1882 beschrieb er unabhängig von Robert Koch den Tuberkulose-Bazillus (Mycobacterium tuberculosis).
Ab 1889 war er ordentlicher Professor für pathologische Anatomie und allgemeine Pathologie an der Universität Tübingen.
1895 wurde Paul von Baumgarten mit dem Ehrenkreuz des Ordens der württembergischen Krone ausgezeichnet, welches mit dem persönlichen Adelstitel verbunden war. 1925 wurde Paul Clemens von Baumgarten Ehrenmitglied der Leopoldina.

## Werke
- Die sogenannte Organisation des Thrombus. Leipzig, 1877.
- Entdeckung des spezifischen Tuberkelbazillus. 1882.
- Über latente Tuberkulose. 1882
- Über die Wege der tuberkulösen Infektionen. In: Zeitschrift für klinische Medizin, Berlin, 1883, 6: 61.
- Über pathogene pflanzliche Mikroorganismen. 1884.
- Über Tuberkel und Tuberkulose. Berlin, 1885.
- Lehrbuch der pathologischen Mykologie. 1890
- Über das Verhalten der Tuberkelbazillen an der Eingangspforte der Infektion. In: Berliner klinische Wochenschrift, 1905, 42: 1329–1334
- Lehrbuch der pathogenen Mikroorganismen. 1911.
- Zur Kritik der Lehre von den Infektionswegen der menschlichen Tuberkulose. Virchows Archiv für pathologische Anatomie und Physiologie und für klinische Medizin, Berlin 1925, 254: 662.